# Du riechst so gut
Du riechst so gut – utwór niemieckiego zespołu Rammstein, pochodzący z jego debiutanckiego albumu zatytułowanego Herzeleid wydanego w roku 1995.
Piosenka traktuje o łowcy, który poluje na swoją zdobycz. Chęć upolowania swojej zdobyczy doprowadza łowcę do szaleństwa. Do piosenki powstały dwa teledyski: Du riechst so gut (1995) i Du riechst so gut '98 (1998).
Słowa utworu są inspirowane powieścią „Pachnidło”.

## Spis utworów

### Maxi singel
1. Du Riechst So Gut (Wersja Singlowa)
2. Wollt Ihr Das Bett In Flammen Sehen? (Wersja z Herzeleid)
3. Du Riechst So Gut (Scal Remix By Project Pitchfork)

### Wersja promocyjna
1. Du Riechst So Gut (Wersja Radiowa)
2. Hallo Hallo (Wersja Demo "Das Alte Leid")

### Du Riechst So Gut '98
1. Du Riechst So Gut (Wersja z 1998)
2. Du Riechst So Gut (Remix By Faith No More)
3. Du Riechst So Gut (Remix By Günter Schulz - KMFDM & Ken 'hiwatt' Marshall)
4. Du Riechst So Gut (Remix By Sascha Konietzko - KMFDM)
5. Du Riechst So Gut (Remix By Olav Bruhn - Bobo In White Wooden Houses)
6. Du Riechst So Gut (Remix By Sascha Moser - Bobo In White Wooden Houses)
7. Du Riechst So Gut (Remix By Jacob Hellner/Mark Stagg)
8. Du Riechst So Gut ('Migräne' Remix By Günter Schulz - KMFDM)
9. Teledysk do "Du Riechst So Gut '95"